# Alexander Noak
Alexander Noak (* 1978) ist ein deutscher parteiloser Politiker. Er ist seit 2023 Bürgermeister von Korntal-Münchingen.

## Leben
Nach seinem Abitur absolvierte Noak den Zivildienst beim Deutschen Roten Kreuz. Anschließend folgte ein Studium zum Diplom-Verwaltungswirt (FH). Anschließend war er im Finanzreferat der Stadt Plochingen und in Vaihingen an der Enz tätig. Von 2012 bis 2017 war er Kämmerer von Lauffen am Neckar. Von 2017 bis 2023 war er erster Beigeordneter und stellvertretender Bürgermeister der Stadt Korntal-Münchingen.
Am 14. Mai 2023 wurde Noak im zweiten Wahlgang mit 52,7 Prozent der Stimmen zum Bürgermeister von Korntal-Münchingen gewählt. Er folgte Joachim Wolf nach und trat das Amt am 8. Juli 2023 an.
Noak ist verheiratet und hat zwei Kinder.